# Stormarnweg

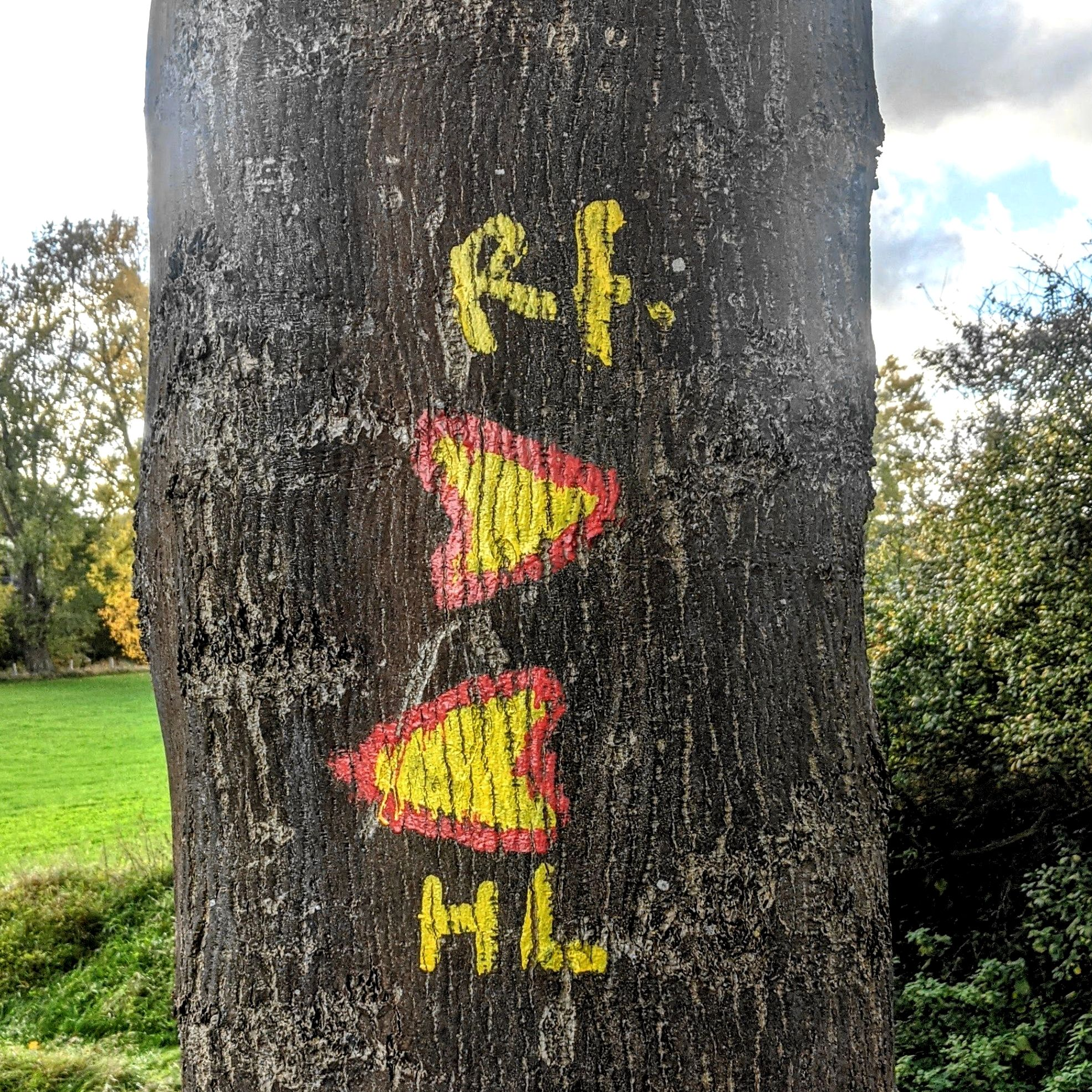
Wegmarkierung mit zusätzlichen Richtungsangaben zwischen Reinfeld (RF) und Lübeck (HL)

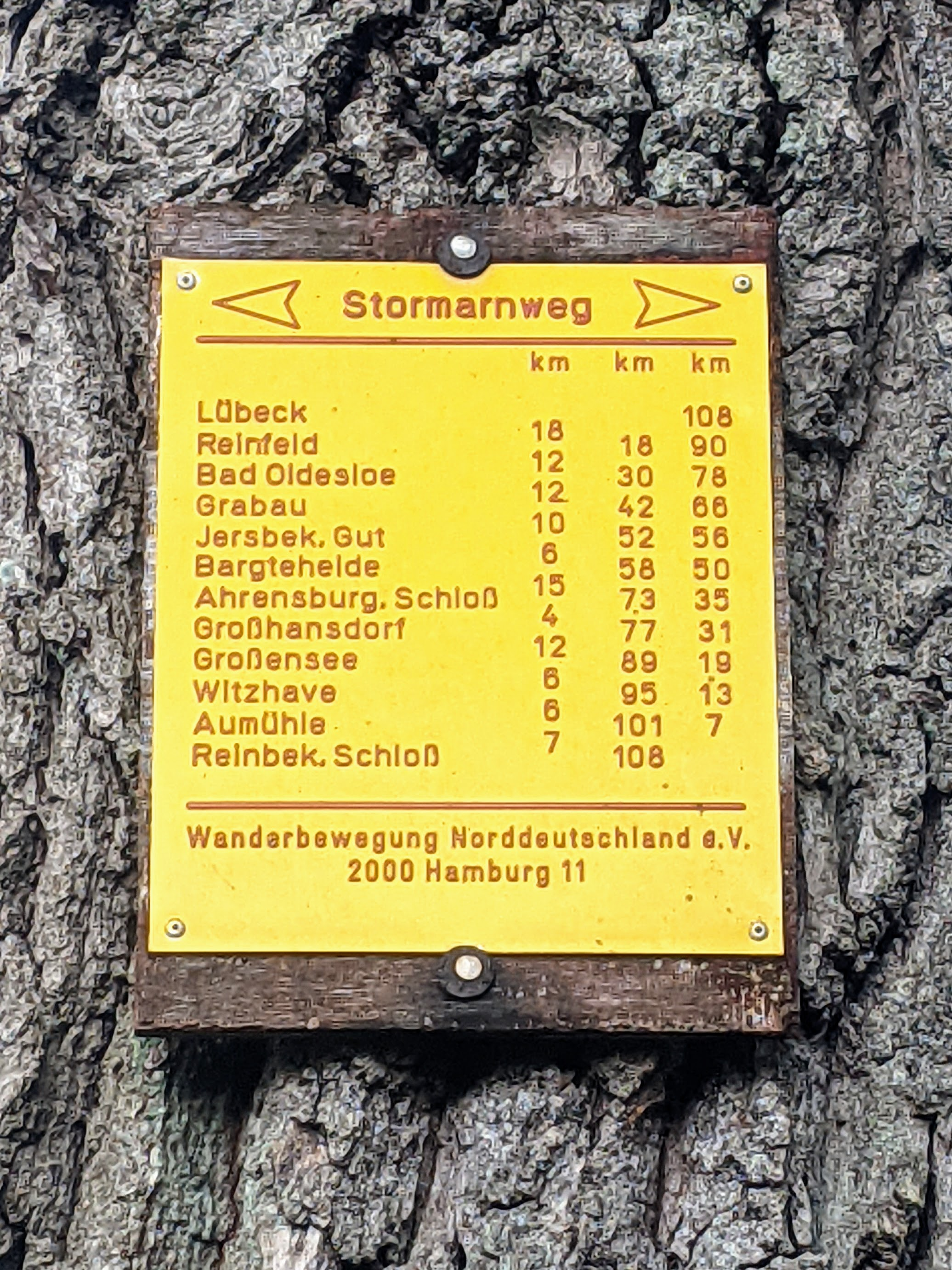
Streckentafel mit Entfernungsangaben nahe Elmenhorst

Der Stormarnweg ist ein 108 km langer Hauptwanderweg in Schleswig-Holstein. Er durchzieht den Kreis Stormarn in Nord-Süd-Richtung.

## Geographie
Der Wanderweg führte ursprünglich von Reinbek über Großensee (19 km), Ahrensburg (16 km), Bargteheide (15 km) und Bad Oldesloe (28 km) nach Reinfeld (12 km) und umgekehrt. Später wurde er um 18 km bis Lübeck verlängert, so dass die Gesamtlänge heute 108 km beträgt. Der Weg ist durch rot umrandete gelbe Pfeile gekennzeichnet. Er verläuft auf ebenem, festen Untergrund – nur die Waldstrecken sind teilweise uneben – und enthält keine nennenswerten Anstiege. Die Strecke verläuft in teils großen Schleifen und berührt hierdurch die touristisch interessantesten Orte des Kreises, z. B. das Schloss Ahrensburg, den Jersbeker Park und das Kloster Nütschau.

## Beschreibung
Der Stormarnweg wurde anlässlich des 75-jährigen Jubiläums der  Kreissparkasse Stormarn in Zusammenarbeit mit den Wanderfreunden Stormarn e. V. und mit Unterstützung des Kreises ausgearbeitet und ausgeschildert. Die Eröffnung erfolgte im August 1988. Die Anfangs- und Endpunkte der Teilstrecken sind an das Bussystem des Hamburger Verkehrsverbundes (HVV) und die Haltepunkte der Bahnstrecke Hamburg–Lübeck angebunden.